# 天主教克薩達城教區
天主教克薩達城教區（拉丁語：Dioecesis Civitatis Quesadensis）是哥斯達黎加一個羅馬天主教教區，屬聖何塞總教區。
教區成立於1994年7月25日，包括埃雷迪亞省和阿拉胡埃拉省一部份。2006年有教友214,116人（佔轄區總人口80.0%）、十八個堂區、四十五名司鐸。目前教區主教的席位處於出缺狀態。